# Zbigniew Cybulski
Zbigniew Hubert Cybulski (sinh ngày 3 tháng 11 năm 1927 - mất ngày 8 tháng 1 năm 1967) là một diễn viên người Ba Lan.

## Tiểu sử
Zbigniew Cybulski sinh ra tại một ngôi làng nhỏ của vùng Kniaże (nay là một phần của Ukraina). Ông tốt nghiệp Học viện sân khấu ở Kraków vào năm 1953 và sau đó chuyển đến Gdańsk, nơi ông ra mắt lần đầu trước công chúng trên sân khấu Nhà hát Wybrzeże của Leon Schiller. Đầu những năm 1960, Cybulski chuyển đến Warsaw. Tại đây, ông tham gia diễn xuất tại Nhà hát Ateneum.
Cybulski không may qua đời trong một vụ tai nạn tại nhà ga đường sắt Wrocław Główny vào ngày 8 tháng 1 năm 1967 khi ông đang trên đường đến phim trường. Khi ông nhảy lên con tàu đang chạy quá tốc độ, ông vô tình trượt chân, rơi xuống gầm tàu và bị cán qua.

## Di sản
Cybulski được đánh giá là một trong những huyền thoại của nền điện ảnh Ba Lan. Không chỉ riêng về lối diễn xuất, ông cũng là một biểu tượng về thời trang (với những bộ quần áo da và kính râm lớn).

## Phim tiêu biểu
- 1955: A Generation – Kostek
- 1955: Trzy starty – Mietek Leśniak
- 1957: Wraki – Rafał Grabień
- 1957: Koniec nocy – Romek Brzozowski
- 1958: The Eighth Day of the Week – Piotr Terlecki
- 1958: Ashes and Diamonds – Maciek Chełmicki
- 1958: Krzyż Walecznych – Zootechnik Tadeusz Wiecek
- 1959: Night Train – Staszek
- 1960: Do widzenia, do jutra – Jacek
- 1960: Innocent Sorcerers – Edmund
- 1960: Rozstanie
- 1962: Love at Twenty – Zbyszek
- 1962: La Poupée – Colonel Octavio Prado Roth / Cotal
- 1962: How to Be Loved – Wiktor Rawicz
- 1963: Ich dzień powszedni (Their Everyday Life)[5] – Andrzej Siennicki
- 1963: Zbrodniarz i panna – Capt. Jan Zietek
- 1963: Milczenie – Roman
- 1963: Rozwodów nie będzie – Gruszka (tập 3)
- 1964: To Love – Fredrik
- 1964: Giuseppe w Warszawie – Staszek
- 1964: The Saragossa Manuscript – Alfons Van Worden
- 1965: Pingwin – Łukasz
- 1965: Salto – Kowalski / Malinowski
- 1965: Sam pośród miasta – Konrad Ferenc
- 1966: Jutro Meksyk – Paweł Janczak
- 1966: Przedświąteczny wieczór
- 1966: Szyfry – Maciek
- 1966: Iluzja (TV) – Lover
- 1967: Cała naprzód – Janek
- 1967: Morderca zostawia ślad – Rodecki
- 1967: Jowita – Edward Księżak